# Yi Mun-yol
Yi Munyol (hangul: 이문열; hanja: 李文烈)  (Seúl, 18 de mayo de 1948) es un escritor surcoreano. Ha escrito novelas, cuentos y ensayos. Premio Hoam de las Artes en 1999.
Munyol es un pseudónimo que significa "Pasión por la literatura".

## Biografía
Yi Munyol nació en Seúl en 1948, pero la guerra de Corea y la deserción de su padre a Corea del Norte obligaron a su familia a mudarse, hasta que se establecieron en Yeongyang, Gyeongsang del Norte. Sin embargo, por la deserción de su padre, su familia sufrió acoso policial y pobreza.
Se matriculó en Didáctica de la Lengua Coreana en la Universidad Nacional de Seúl, pero tuvo que abandonar los estudios en 1970. Sin embargo, prosiguió de modo autodidacta con la lectura y el estudio de la literatura. Yi Munyol hizo su primera aparición literaria en el concurso de literatura anual del periódico Daegu Maeil en 1977 y en el Dong-A Ilbo en 1979. Al ganar el prestigioso "Premio del Escritor de Hoy" por la obra Hijo del hombre en 1979, se convirtió en uno de los escritores más destacados de su época. Desde 1994 a 1997 enseñó coreano y literatura en la Universidad Sejong. Desde 1999 también ha dirigido el Centro literario Buak, un programa de residencias para escritores en ciernes. Actualmente es catedrático en la Universidad Hankuk de Estudios Extranjeros.
Sus obras han sido traducidas a numerosos idiomas, gozando de un amplio reconocimiento internacional.

## Obra
Yi Munyol ha escrito novelas, relatos cortos y ensayos políticos y sociales. Ha publicado numerosas novelas, incluidas Hijo de hombre, Bueyes salvajes, El fénix dorado, La sombra de la oscuridad, ¡Salve al emperador!, La salida del caracol y En esta estación desolada.
Yi Munyol tiene dos vertientes literarias. En la primera, como se muestra en ¡Salve al emperador!, Hasta que seamos felices y Nuestro frustrado héroe, explora la injusticia social usando elementos de las fábulas e intenta encontrar soluciones nuevas para esos problemas. La otra vertiente, que se muestra en Retrato de nuestros días de juventud y Nunca volverás a tu tierra natal, se compone de trabajos que utilizan aspectos autobiográficos para mostrar la angustia existencial, la pérdida de la identidad y la implosión de las comunidades. En la primera categoría, Yi Munyol muestra paisajes alegóricos de la sociedad coreana, trazando la forma en que varias vidas están influenciadas por un poder y una ideología dominantes. En la segunda categoría, se centra en su mundo interno, novelizando su experiencia de crecimiento y el proceso por el cual se ha formado su visión del mundo.
Gracias al gran éxito de la novela aclamada por la crítica ¡Salve al emperador!, se convirtió en uno de los novelistas más importantes y famosos de Corea. La novela trata sobre la intensa competición de los poderes imperialistas de todo el mundo alrededor de Corea a finales del siglo XIX, la época colonial japonesa, la guerra de Corea y el periodo del régimen dictatorial militar, llegando hasta la historia moderna de Corea. Con un protagonista quijotesco, la novela toma un estilo de prosa tradicional que demuestra un conocimiento exhaustivo de la literatura tradicional del Este asiático y atrae a los lectores con descripciones profundas de la turbulenta historia de Corea.
Nuestro frustrado héroe, situada a finales del periodo del régimen dictatorial militar, nos presenta un microcosmos de la sociedad a través de una clase de primaria, que sirve de metáfora de la sociedad en su conjunto.
Ha ganado prácticamente todos los premios más importantes de literatura coreana, sus obras se han traducido a 16 idiomas y se han publicado en 20 países. Una de sus obras también fue elegida por la Sociedad Alemana de Literatura como una de las mejores publicaciones de 2011.

## Premios[9]
| Año  | Premio                                 | Título                  |
| 1979 | Premio Dong-a Ilbo de Jóvenes Promesas | Saehagok                |
| 1979 | Premio Escritor de Hoy                 | Hijo de hombre          |
| 1982 | Premio Dong-in                         | Fénix dorado            |
| 1987 | Premio Yi Sang                         | Nuestro frustrado héroe |
| 1999 | Premio Hoam de las Artes               | A su trayectoria        |
| 2009 | Premio República de Corea              |                         |

### Obras en español
| Título coreano                                        | Año  | Título en español (año de publicación) / Título en inglés (año)                                                  | Traductor en español / en inglés                            | Premios                                                        |
| 우리들의 일그러진 영웅 Urideului ilgeureojin yeongung | 1987 | Nuestro héroe desfigurado (Bogotá: Norma 1994) Nuestro frustrado héroe (Madrid:UCM 1998) Our Twisted Hero (1987) | David Suárez Rivero Jesús Molero y Kim Jinsu Kevin O’Rourke | Yi Sang Award 1987 Adaptado al cine por Park Chong-won en 1992 |
| 시인 Siin                                             | 1992 | El poeta (Bogotá: Norma 1994) El poeta (Barcelona:Ediciones B 2000) The poet (1995)                              | Ana Roda Chae Maeyong Chung Chong-hwa y An Songjae          |                                                                |
| 그해 겨울 Guhae gyeoul                                | 19   | El invierno de aquel año (Barcelona: Ediciones B 2002) That Winter of my youth (1983)                            | Ko Hyesun y Francisco de Carranza Suh Jimoon                |                                                                |

### Obras inéditas en coreano
- Hijo de hombre (Son of Man /사람의 아들) 1979
- Bueyes salvajes (Wild Ox / 들소)
- Para las cosas que se desvanecen (For the vanished things)
- La sombra de la oscuridad (The Shadow of Darkness/ 어둠의 그늘) 1982
- ¡Salve al emperador! ('Hail to the emperor! /황제를 위하여)
- La salida del caracol (A Snail’s Outing)
- En esta estación desolada (At this desolate station)
- Fénix dorado (Golden Phoenix / 금시조 ) 1981
- Tiempo de héroes (The age of the heroes/ 영웅시대) 1984
- El ladrón (The thief)
- La noche anterior o la última noche de esta era ( The Night Before or The Last Night of this Era/ 초한지)
- La Frontera (The Border/변경)
- Lo que cae tiene alas (Bird with Golden Wings/ 추락하는 것은 날개가 있다) 1987
- Frontera entre dos imperios (12 volúmenes) 1998
- Cita con mi hermano (An appointment with my brother / 아우와의 만남) 1994